# Centre de la mer et des eaux
Le Centre de la mer et des eaux, était un musée situé dans les sous-sols de l'Institut océanographique de Paris au 195, rue Saint-Jacques dans le 5e arrondissement de Paris, qui a fonctionné durant trente-deux ans, de 1978 à 2010.

## Description
Consacré à la diffusion de la culture scientifique concernant le monde marin et au développement de la connaissance de l'océan, il comportait une bibliothèque, sept aquariums marins tropicaux, et présentait des expositions, permanente et temporaires, ainsi que des médiations scientifiques, des projections de films et des ateliers pédagogiques.

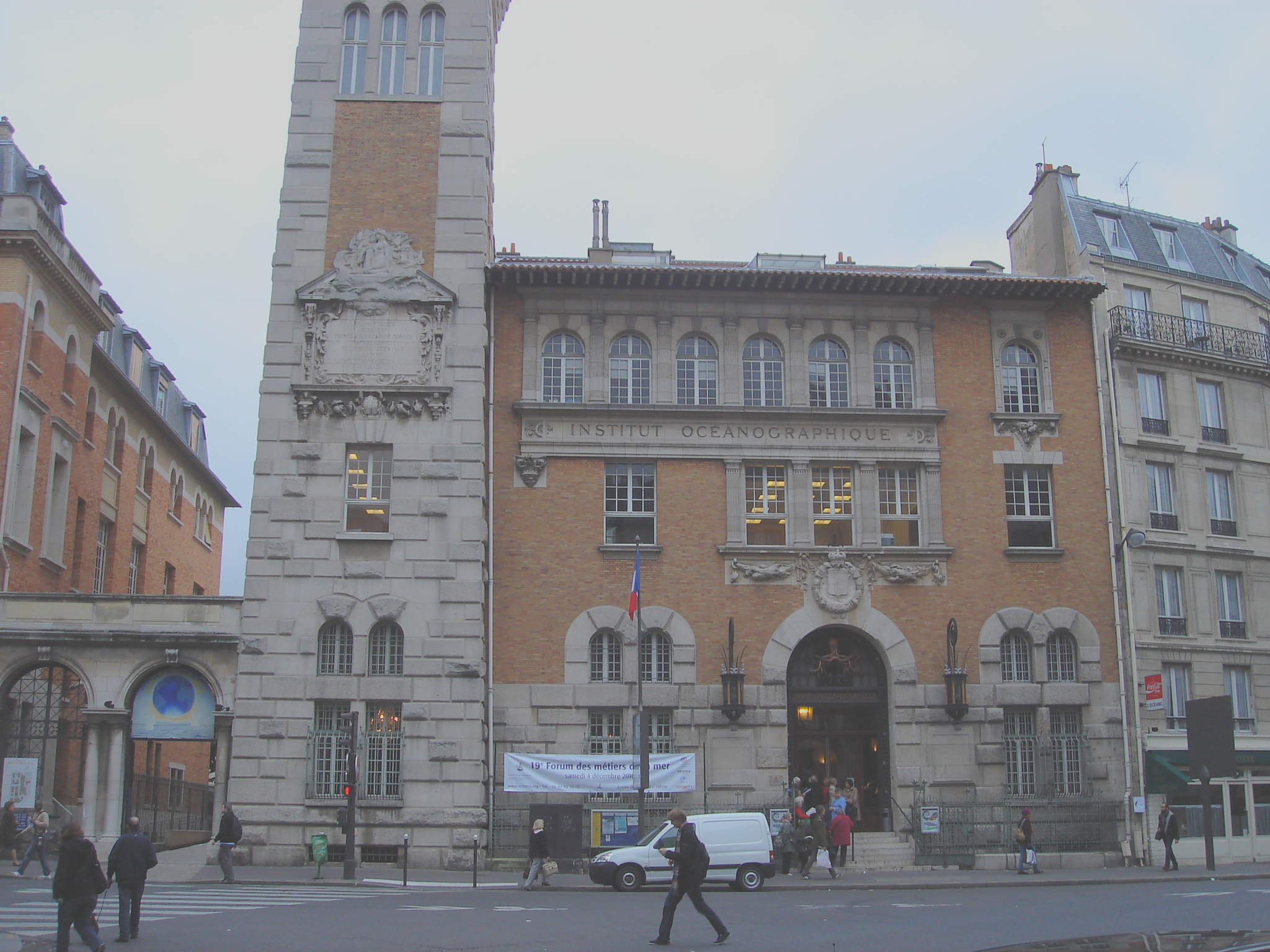
L'Institut océanographique de Paris avec le Centre de la mer et des eaux (portail et logo à gauche de l'édifice, sous l'arcade).